# Apennins
Apennins – departament napoleońskiej Francji istniejący w latach 1805–1814. 
Obejmował całe terytorium anektowanej Republiki Liguryjskiej. Stolicą nie została jednak Genua, a Chiavari.
Po upadku Napoleona I krótkotrwale przywrócono Republikę Liguryjską, lecz jeszcze w 1814 roku terytorium departamentu przyłączono do Królestwa Sardynii.
Departament dzielił się na 3 arrondissement: Chiavari (8 kantonów), Pontremoli (8 kantonów) i Sarzana (9 kantonów). 